# MTV Global
MTV全球（英語：MTV Global）， 前身為MTV歐洲（英語：MTV Europe），是美國音樂電視網的國際版，一個於1987年8月1日建立的24小時娛樂台和電視頻道。
起初，該頻道覆蓋歐洲一切地區，成為當時極少數頻道能覆蓋歐洲一切地區。現今，該頻道只覆蓋歐洲一部份地區，全因MTV歐洲網絡開始於1997年重整其網絡。
MTV歐洲起初是以合作形式運作，合作兩方為維亞康姆以及英國電信，直至1991年，維亞康姆獲得其全權。MTV歐洲現全部為MTV歐洲網絡所擁有。
自從其首播，MTV革命化地改變了音樂工業。口號如「我要我的MTV」（I want my MTV）成為公眾熱話， VJ的概念普及化，以影片為背景的音樂的概念被引進，以及作曲家和歌迷都找到音樂活動的中心。MTV也於公眾場地被無數的音樂界人士、電視頻道和節目、影片和書本所提及。

## 外部連結
- 官方网站
- MTV歐洲網絡網站 （页面存档备份，存于）
- Viacom Brand Solutions International （页面存档备份，存于）
- MTV Europe Screenshots
- MTV歐洲 整體歷史(波蘭語)
- MTV Chill Out Zone Playlists （页面存档备份，存于）
- MTV 國際